# Saint-Jean-des-Essartiers
Pour les articles homonymes, voir Saint-Jean.
Saint-Jean-des-Essartiers est une ancienne commune française située dans le département du Calvados en région Normandie, peuplée de 234 habitants.
Le 1er janvier 2017, elle a fusionné avec les communes de Dampierre, La Lande-sur-Drôme et Sept-Vents pour créer la nouvelle commune de Val de Drôme dont elle a pris le statut de commune déléguée.

## Géographie
La commune est au nord du Bocage virois, à proximité du Bessin. L'atlas des paysages de la Basse-Normandie la place au sud de l'unité du Bocage en tableaux située à l'est de Saint-Lô et caractérisée par « une série de vallées parallèles sud-ouest/nord-est » aux « amples tableaux paysagers ». Son bourg est à 4,5 km au nord de Saint-Martin-des-Besaces, à 6 km au sud-ouest de Caumont-l'Éventé, à 11 km à l'est de Torigni-sur-Vire et à 15 km à l'ouest de Villers-Bocage.
Le territoire est traversé par la route départementale no 53 reliant Caumont-l'Éventé au nord à Saint-Martin-des-Besaces au sud. À l'écart à l'ouest de cette voie, le bourg est traversé par la D 53 qui les relie à l'est  et se prolonge vers Saint-Pierre-du-Fresne. À l'ouest, elle permet de joindre Dampierre. Parcourant l'extrémité est du territoire, l'A84 est accessible par la D 53 sur la commune de Saint-Ouen-des-Besaces voisine au sud (sortie 41).
Saint-Jean-des-Essartiers est majoritairement dans le bassin de la Vire, par trois sous-affluents, dont le ruisseau de la Planche au Prêtre au sud et le ruisseau de la Rosière au nord, qui rejoignent la Drôme limitant la commune à l'ouest. Une petite partie à l'est du territoire, comprenant l'aire de repos de l'A84, est dans le bassin de la Seulles, autre fleuve côtier, par l'un de ses premiers affluents, la Seullette.
Le point culminant (202 m) se situe en limite, au sud-est de la partie principale du territoire, sur la pente d'une colline parcourue par l'autoroute A84 qui atteint la cote de 234 m sur la commune voisine des Loges. Le point le plus bas (109 m) correspond à la sortie de la Drôme du territoire, à l'ouest. La commune est bocagère.
Le climat est océanique, comme dans tout l'Ouest de la France. La station météorologique la plus proche est Caen-Carpiquet, à 32 km. Le Bocage virois s'en différencie toutefois pour la pluviométrie annuelle qui, à Saint-Jean-des-Essartiers, avoisine les 1 000 mm.
Les lieux-dits sont, du nord-ouest à l'ouest, dans le sens horaire : Brécy, le Calvaire, Thêmes, la Lasserie, les Poultiers (au nord), la Teinturière, la Récussonnière, la Maison Brûlée, le Homme (à l'est), l'Hôtel aux Allains, la Gare, Hervieu, l'Hôtel Quesnotte, la Hogue, le Hameau Vic, Maisonneuve, la Hoguette, la Croix Hamel, l'Hôtel Hamel, le Becquet, la Roque Poret (au sud), la Morichèse, le Clos, la Roquette, le Piquet, les Poultiers (deux lieux-dits à ce nom), le Bailleul, le Moulin Bouvet (à l'ouest), le Champ Morel, le Poulet, le Bourg, le Boc et Caligny.
| Sept-Vents                                                 | Sept-Vents                                                   | Cahagnes        |
| Dampierre                                                  | Saint-Jean-des-Essartiers                                    | Cahagnes        |
| Souleuvre-en-Bocage (comm. dél. de Saint-Ouen-des-Besaces) | Souleuvre-en-Bocage (comm. dél. de Saint-Martin-des-Besaces) | voir ci-dessous |

Le territoire de Saint-Jean-des-Essartiers a une forme très particulière et complexe. En effet, si la plus grande partie est à l'ouest du territoire de la petite commune des Loges, il contourne cette commune, l'englobant ainsi à l'ouest, au nord et à l'est. C'est à l'extrême sud-est que le découpage est le plus complexe : le territoire de Saint-Jean jouxte la commune de Cahagnes, mais également par un angle Saint-Pierre-du-Fresne, créant ainsi une enclave d'environ 150 hectares de Cahagnes. Quelques hectomètres plus à l'ouest, Saint-Jean jouxte également un appendice de Saint-Martin-des-Besaces, commune déléguée de Souleuvre-en-Bocage.
La complexité est encore plus en évidence sur l'aire de Cahagnes de l'autoroute A84 (sens Rennes-Caen). À ce niveau, l'enclave de Cahagnes possède également un appendice. De ce fait, l'entrée de l'aire est sur Saint-Jean, l'essentiel des places de parking et l'autoroute à ce niveau est sur Cahagnes, et l'on réempreinte l'autoroute sur Saint-Jean.

## Toponymie
La paroisse et son église sont dédiées à l'apôtre Jean, patronyme du chanoine du lieu qui en était le seigneur. Essartiers semble rappeler les défricheurs du Moyen Âge. Ailleurs en Normandie, cette mémoire des essartages est également présente dans Les Essarts, Lessard-et-le-Chêne et Coupesarte.
Le gentilé est Essartais.

## Politique et administration
| Période                                  | Période        | Identité       | Étiquette | Qualité     |
| ---------------------------------------- | -------------- | -------------- | --------- | ----------- |
| Les données manquantes sont à compléter. |                |                |           |             |
| 1983                                     | septembre 1991 | Georges Dubois |           |             |
| septembre 1991                           | mars 2001      | Eugène Jeanne  | SE        | Agriculteur |
| mars 2001                                | décembre 2016  | Denis Jourdain | SE        | Agriculteur |

Le conseil municipal était composé de onze membres dont le maire et deux adjoints.

## Démographie
L'évolution du nombre d'habitants est connue à travers les recensements de la population effectués dans la commune depuis 1793. À partir du 1er janvier 2009, les populations légales des communes sont publiées annuellement dans le cadre d'un recensement qui repose désormais sur une collecte d'information annuelle, concernant successivement tous les territoires communaux au cours d'une période de cinq ans. 
Pour les communes de moins de 10 000 habitants, une enquête de recensement portant sur toute la population est réalisée tous les cinq ans, les populations légales des années intermédiaires étant quant à elles estimées par interpolation ou extrapolation. Pour la commune, le premier recensement exhaustif entrant dans le cadre du nouveau dispositif a été réalisé en 2005,.
En 2021, la commune comptait 234 habitants, en évolution de +10,9 % par rapport à 2015 (Calvados : +1,58 %, France hors Mayotte : +2,49 %).
Saint-Jean-des-Essartiers a compté jusqu'à 506 habitants en 1846.
| 1793 | 1800 | 1806 | 1821 | 1831 | 1836 | 1841 | 1846 | 1851 |
| ---- | ---- | ---- | ---- | ---- | ---- | ---- | ---- | ---- |
| 460  | 474  | 504  | 493  | 503  | 487  | 485  | 506  | 482  |

| 1856 | 1861 | 1866 | 1872 | 1876 | 1881 | 1886 | 1891 | 1896 |
| ---- | ---- | ---- | ---- | ---- | ---- | ---- | ---- | ---- |
| 464  | 432  | 400  | 397  | 383  | 380  | 381  | 398  | 370  |

| 1901 | 1906 | 1911 | 1921 | 1926 | 1931 | 1936 | 1946 | 1954 |
| ---- | ---- | ---- | ---- | ---- | ---- | ---- | ---- | ---- |
| 338  | 318  | 290  | 266  | 244  | 275  | 270  | 259  | 259  |

| 1962 | 1968 | 1975 | 1982 | 1990 | 1999 | 2005 | 2010 | 2015 |
| ---- | ---- | ---- | ---- | ---- | ---- | ---- | ---- | ---- |
| 281  | 238  | 208  | 162  | 150  | 153  | 168  | 210  | 211  |

| 2018 | - | - | - | - | - | - | - | - |
| ---- | - | - | - | - | - | - | - | - |
| 209  | - | - | - | - | - | - | - | - |

## Lieux et monuments
- Église Saint-Jean (Moyen Âge et Reconstruction).
- Château de Brécy (XVIIIe siècle).

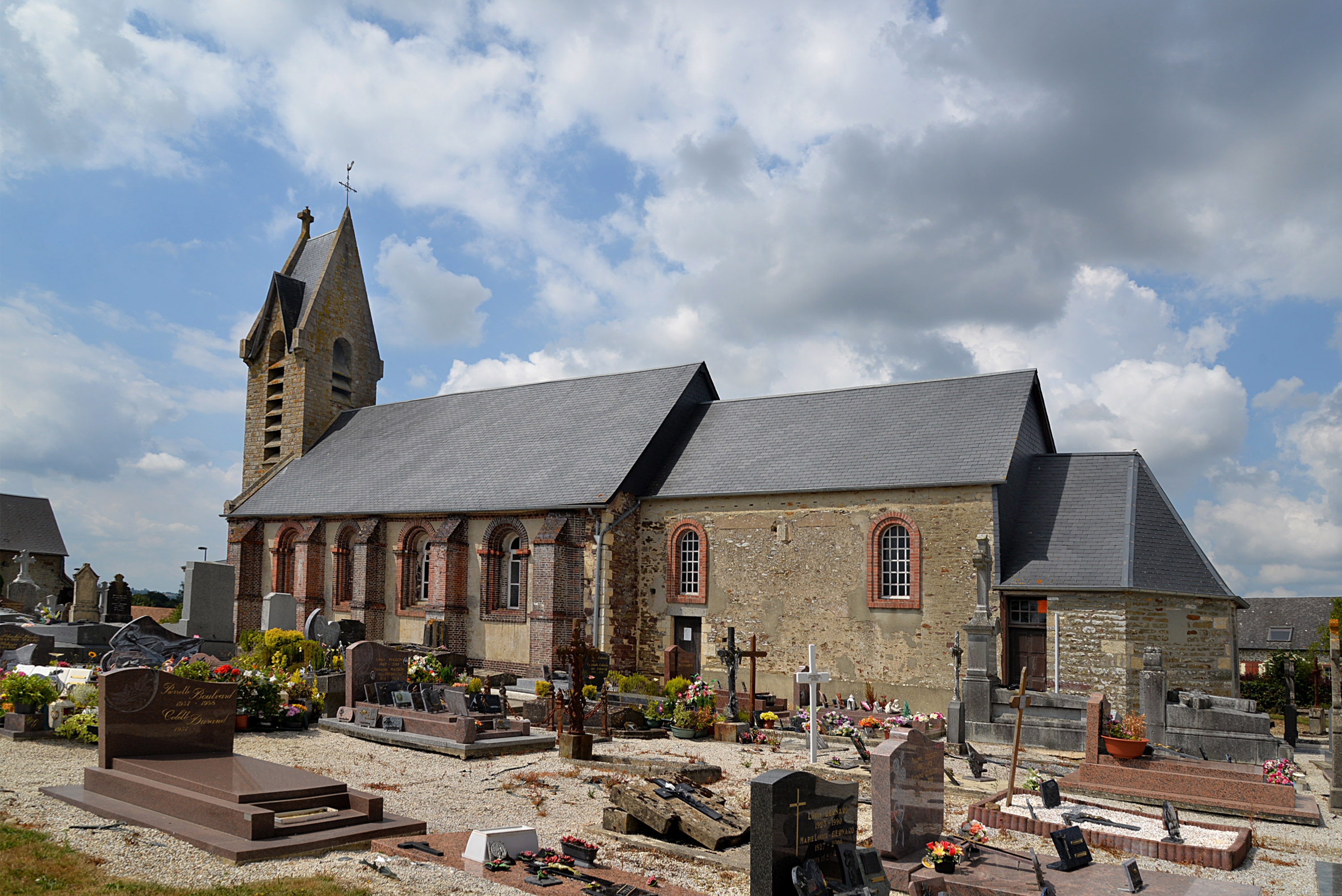
L'église Saint-Jean.
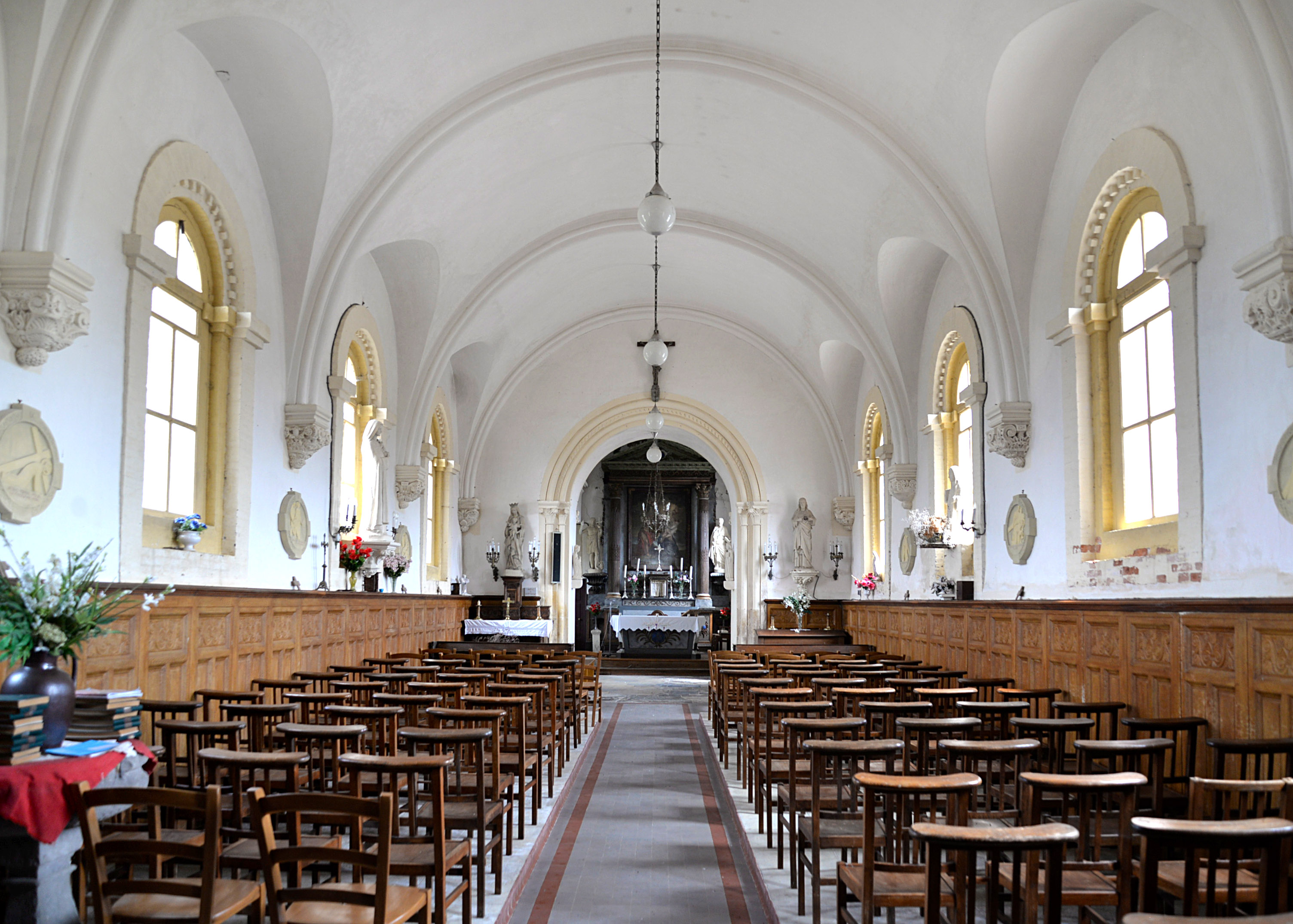
La nef de l'église Saint-Jean.
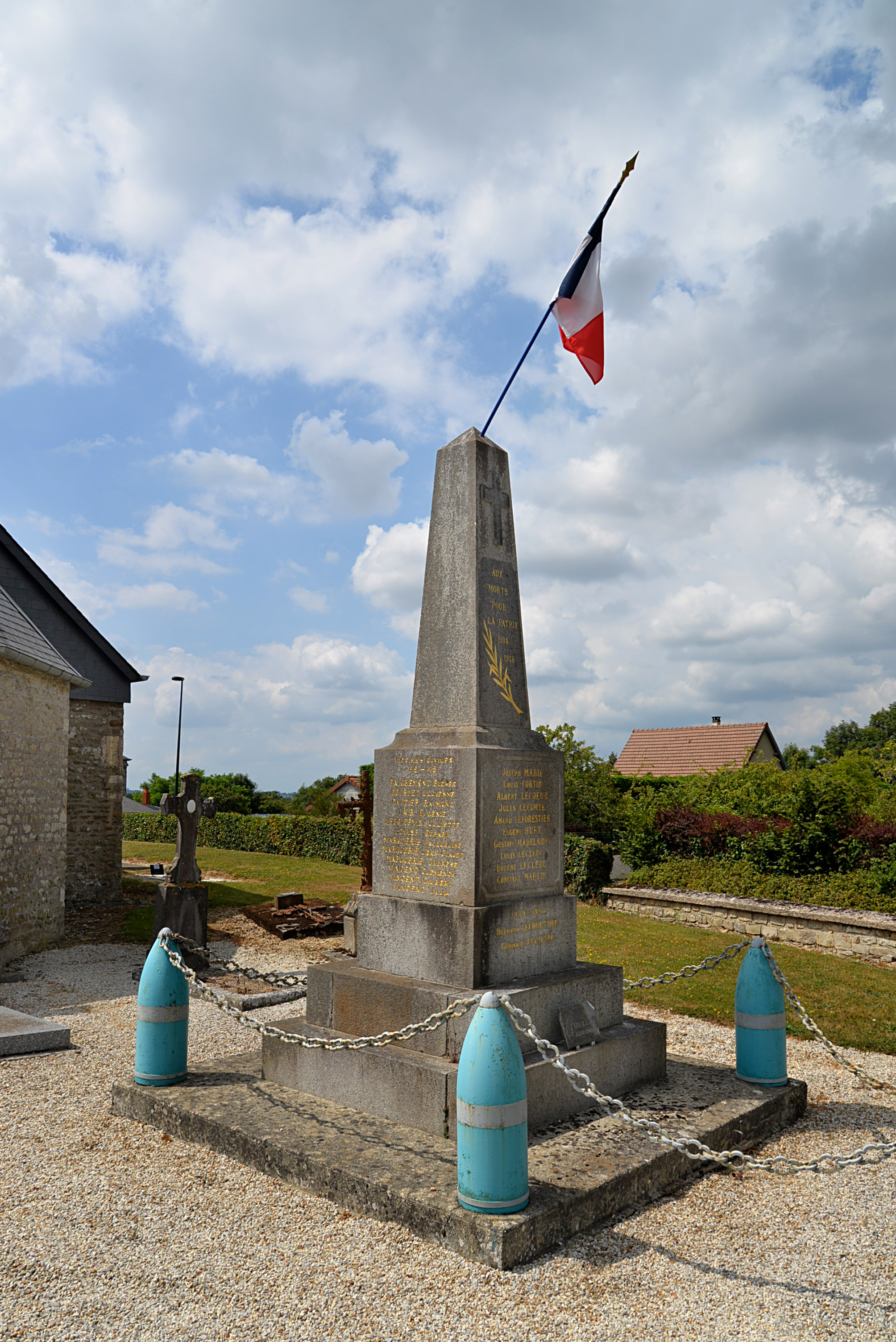
Le monument aux morts.
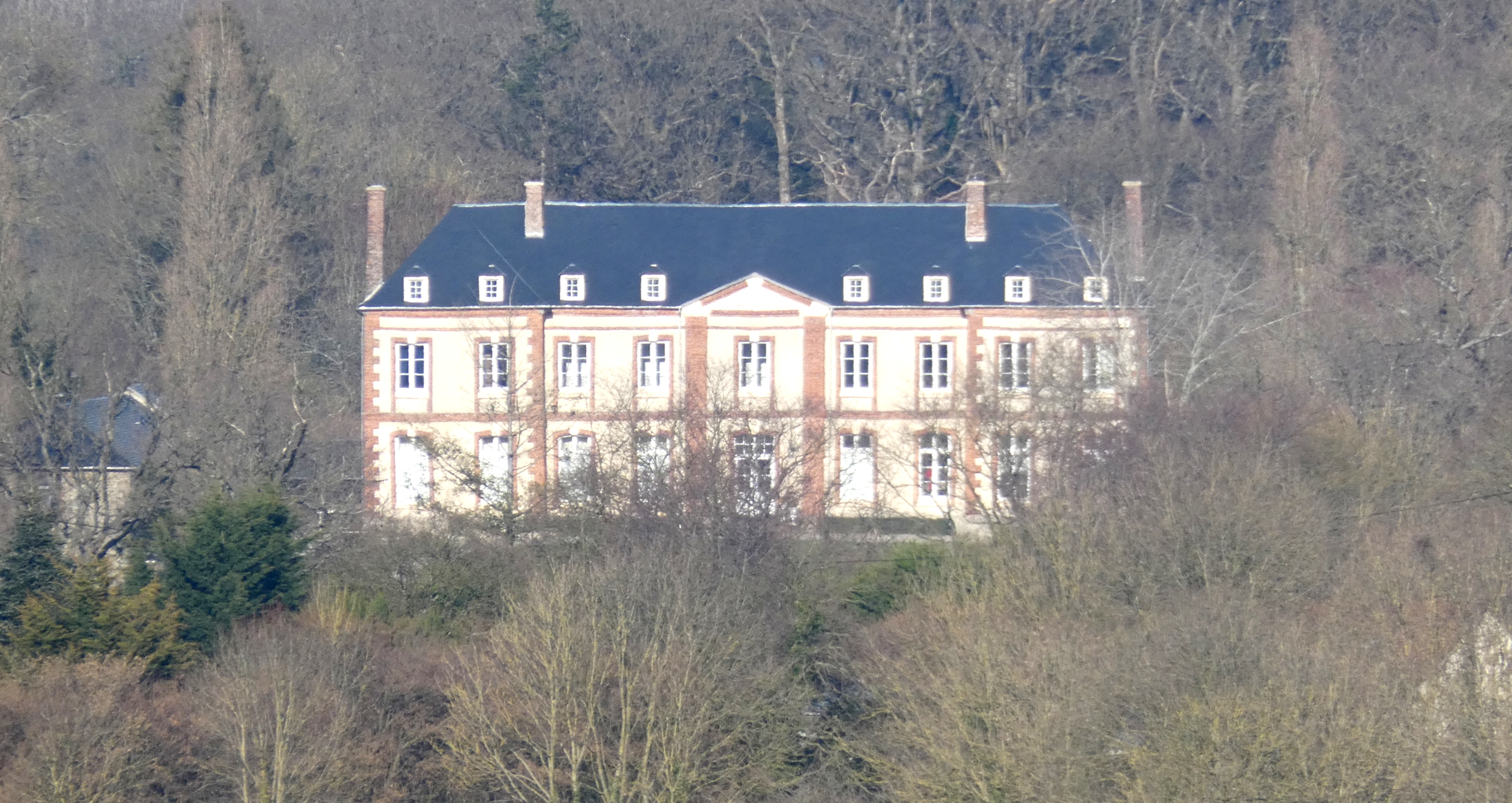
Le château de Brécy.